# Carex planiculmis
Carex planiculmis là một loài thực vật có hoa trong họ Cói. Loài này được Kom. mô tả khoa học đầu tiên năm 1899.